# Azamara Pursuit
O MV Adonis, (anteriormente R Eight, Minerva II e Royal Princess) é um navio de cruzeiro que é o único da frota da empresa de cruzeiros Fathom. Este navio foi construído pelo estaleiro Chantiers de l'Atlantique em Saint-Nazaire, França. O Adonia é o navio irmão gêmeo do Pacific Princess (que é o menor navio da Princess Cruises), dos quatro navios irmãos operados pela Oceania Cruises e de mais dois operados pela Azamara Club Cruises.